# Paragalago cocos
Paragalago cocos és una espècie de primat de la família dels galàgids. Viu a altituds d'entre 0 i 350 msnm a Kenya, Somàlia i Tanzània. Els seus hàbitats naturals són els boscos tropicals humits de plana, els boscos amb rius i, possiblement, els boscos tropicals montans. És una espècie en risc mínim, és a dir, no sembla que hi hagi cap amenaça significativa per a la seva supervivència.